# Солей Рояль (линейный корабль, 1749)
Соле́й Рояль (линейный корабль, 1749, фр. Soleil-Royal) — третий корабль французского флота, названный в честь «короля-солнца».
Построен государственным арсеналом в Бресте. Спущен на воду 30 июня 1749 года. Как большинство французских линейных кораблей, превосходил размерами и весом залпа аналогичные английские.
21 ноября 1759 года был флагманом маршала де Конфлана при Кибероне. Сел на мель и сожжен командой, чтобы избежать плена.